# Глацские монеты
Глацские монеты (нем. Glatzer Münze) — общее название монет, которые чеканили в городе Глац (немецкое название современного польского города Клодзко). История их выпуска характеризуется непостоянностью и длительными перерывами. Право на выпуск монеты было даровано правителю Глаца в 1429 году, а впервые реализовано в 1455-м. В первой половине XVIII столетия город был завоёван прусскими войсками под руководством короля Фридриха II и включён в состав его королевства. Во время наполеоновских войн здесь был развёрнут временный монетный двор. Особый выпуск талеров 1813 года из пожертвованного населением серебра для ведения осовободительной войны против французов получил название «глацских талеров». Последние монеты выпустили во время Первой мировой войны. Ими стали нотгельды номиналом в 10 пфеннигов.

## В составе земель Чешской короны

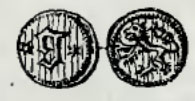
Глацский геллер времён герцога Мюнстербергского Йиндржиха I из Подебрад (1471—1498)

История глацских монет начинается с 1426 года, когда император Сигизмунд пожаловал правителю Глаца Путе III из Частоловиц право на чеканку собственной монеты. Наиболее старые из сохранившихся глацских монет относятся ко времени правления Йиржи из Подебрад. Король Чехии Ладислав 30 января 1455 года разрешил правителю Глаца чеканить геллеры на протяжении 10 лет. На монетах этого времени изображён чешский лев и знак монетного двора «G». Через несколько лет Йиржи был избран королём Чехии. После смерти в 1471 году его наследственные земли были разделены между сыновьями. Глац отошёл к третьему сыну герцогу Мюнстерберга Йиндржиху I. Новый правитель сделал Глац главным городом и столицей своих владений. При нём продолжили выпускать геллеры с изображением льва на одной стороне и буквой «g» между двумя звёздами на другой.
Наследники Йиндржиха I продали графство Глац за 70 тысяч золотых рейнских гульденов Ульриху фон Хардеггу в 1501 году. По условиям договора за панами из Подебрад сохранялся титул графов Глаца. В связи с этим герб Глаца присутствует на монетах герцогства Мюнстерберг вплоть до прекращения династии в 1647 году. Новые правители Глаца получили от короля Владислава II подтверждение права на чеканку монет в 1507 году. При Ульрихе на монетном дворе Глаца кроме различных геллеров стали выпускать и золотые гульдены. Бездетный Ульрих передал в 1524 году графство своему брату Иоганну. Иоганн провёл большую часть своего правления в военных походах. За всё время его правления в Глаце выпустили один небольшой тираж геллеров.

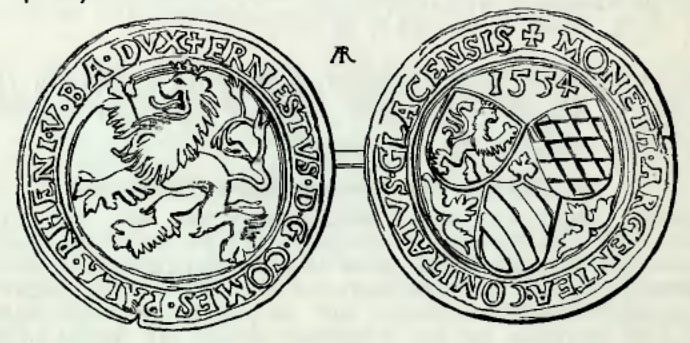
Глацский талер 1554 года

В 1537 году графством Глац стал управлять Ян IV из Пернштейна, один из наиболее влиятельных и богатых аристократов Чехии. Во время его правления с 1537 по 1548 годы в Глаце выпустили большое количество номиналов монет, включая геллеры, гроши, дукаты, талеры, а также их производные. После смерти Яна IV из Пернштейна графство наследовал в 1549 году Эрнст Баварский. За время его правления на монетном дворе Глаца отчеканили небольшие тиражи золотых дукатов и серебряных талеров. На аверсе помещён чешский лев, на реверсе 3 герба — Пфальца, Баварии и Глаца. Круговая надпись «MONETA • AVREA • COMITATVS • GLACEN» на дукатах, и «MONETA • ARGENTEA • COMITATVS • GLACENSIS» на талерах указывает на место их происхождения Глац.
После смерти Эрнста Баварского монетный двор пришёл в запустение. В 1575 году само здание было подарено императором Максимилианом II заведующему винным погребом Фридриху фон Фалькенхайну. После этого здание перестали использовать по его прямому назначению. Чеканку монет в Глаце возобновили в 20-х годах XVII столетия. Впоследствии там выпускали монеты для австрийских Габсбургов до 1665 года.
В 1740 году прусские войска под руководством Фридриха II заняли Силезию в том числе и графство Глац.

## В составе Пруссии
Во время войны с наполеоновской Францией 1806—1807 годов большая часть страны была занята иностранными войсками. Для нормализации денежного обращения по распоряжению короля Фридриха Вильгельма III на восточных границах государства был оборудован временный монетный двор. С 1807 по 1809 годы на нём чеканили как мелкую разменную биллонную, так и крупную полновесную серебряную монеты. Об их происхождении свидетельствует знак монетного двора — небольшая буква «G» на реверсе. К ним относят зильбергроши 1807—1808 годов для провинции Бранденбург, а также 1, 9, 18 крейцеров и грошель (нем. Gröschel) 1808—1809 годов для Силезии. Также на нём выпускали идентичные общегосударственным талеры и кратные им (1⁄3 и 1⁄6) номиналы
В 1813 году, на фоне поражения французов в России и наступления русских войск на запад, прусский король объявил Наполеону войну. Из пожертвованного народом серебра в Глаце, с июля по ноябрь 1813 года, чеканили талеры, внешне идентичные берлинским, со знаком монетного двора «B». Учитывая источник серебра, данные монеты в нумизматической литературе выделяют особо. Оии получили название «глацских талеров»,

## Глацские нотгельды
С началом Первой мировой войны Германская империя столкнулась с целым рядом трудностей. Одной из них были громадные финансовые затраты на ведение войны. Это способствовало возникновению острой нехватки наличных денег в обороте, то есть демонетизации экономики. Серебро и золото быстро исчезло из оборота. Вскоре население стало накапливать и разменную монету из меди. В условиях, когда центральный банк не мог продолжать массовую чеканку денег из благородных металлов, ряду городов было разрешено выпускать собственные деньги чрезвычайных обстоятельств (нем. Notgeld). Первыми нотгельдами стали выпущенные 31 июля 1914 года Бременом банкноты номиналом в 1, 2 и 2,5 марки. По оценкам составителя каталога нотгельдов Арнольда Келлера только в 1914 году 452 инстанции эмитировали около 5,5 тысяч типов различных типов денег чрезвычайных обстоятельств. Плохо контролируемый центральным правительством процесс выпуска нотгельдов привёл к тому, что количество выпускаемых типов стало исчисляться тысячами.
Процесс не обошёл стороной и немецкий, на тот момент, город Глац. Хотя подавляющее большинство глацских нотгельдов представляли собой банкноты, известны и монеты номиналом в 10 пфеннигов. На выпускаемых из быстропортящихся и дешёвых металлов (цинк, никель, железо) монетах указывали связанный с войной временный характер их выпуска — «KRIEGSGELD» (рус. Военные деньги). На аверсе располагался герб города, реверсе — указание номинала «10», и надписи, свидетельствующие о временном характере выпуска — «KRIEGSGELD» и «GILT BIS AUFRUF» (рус. Действительна до её отзыва).

## Комментарии
1. ↑  Практика выпуска разных типов монет и денежных единиц для различных частей государства, исходя из исторически сложившихся традиций, была нормальной для описываемого времени